# Freycinetia relegata
Freycinetia relegata är en enhjärtbladig växtart som beskrevs av Huynh. Freycinetia relegata ingår i släktet Freycinetia och familjen Pandanaceae.
Artens utbredningsområde är Papua Nya Guinea. Inga underarter finns listade.